# Casais D. Inês
Casais D. Inês é uma pequena aldeia que pertence à freguesia de Mões, Município de Castro Daire e distrito de Viseu (Portugal). Situa-se a cinco quilómetros da sede do Município.
Reza a lenda que Casais D. Inês surge quando D. Inês de Castro e D. Pedro, ao fugirem de seu pai pernoitaram uma noite nas terras que se viriam a tornar em Casais D. Inês.